# Sagartiomorphe carlgreni
Sagartiomorphe carlgreni is een zeeanemonensoort uit de familie Sagartiomorphidae.
Sagartiomorphe carlgreni is voor het eerst wetenschappelijk beschreven door Kwietniewski in 1898.